# LG V30
LG V30（エルジー ブイサーティー）およびLG V30+（エルジー ブイサーティー プラス）は、韓国のLGエレクトロニクスによって開発された、第4世代移動通信システム対応スマートフォンである。

## 概要
LG V20の後継機種で、Vシリーズでは初めて有機ELディスプレイを採用している。
V20と比較して画面占有率が大幅に上がっており、さらにGoogleのVRプラットフォーム「Daydream」にも対応している。ただし先代機種と異なりサブディスプレイは削除されている。
また、動画撮影機能も強化されており、映画のように撮影することができる「Cine Video」機能を搭載。また、動画撮影時に自然なズームを可能とする「ポイントズーム」機能が搭載されており、タッチした場所が自然に画面の中央に来るようにズームすることが可能となっている。Cine VideoはGoogleの音声入力からも操作可能である。
音響面では先代機種に引き続きバングアンドオルフセンが監修しており、新たにMQAフォーマットの再生にも対応している。
その他の機能として新たに防水・防塵性能およびMIL-STD 810G相当の耐衝撃性能を装備している。
なお、V30とV30+の相違点は内蔵ストレージであり、V30は64GB、V30+は128GBとなっている。

## 日本国内ローカライズ
今回は日本向けモデルがそれぞれau向けにisai V30+ LGV35、NTTドコモ向けにV30+ L-01Kとしてローカライズされている。
V30と日本向けモデルの相違点は以下の通りとなっている。
- 初期搭載OSの変更（V30ではAndroid 7.1.2を搭載した状態で出荷されているが、日本向けモデルではAndroid 8.0を搭載した状態で出荷される。）
- バッテリー容量の減少[1]（3300mAh→3060mAh）
- カラーバリエーションの一部削除（LGV35はLavender Violet、L-01KはMoroccan BlueとLavender Violetが削除されている。）

## 歴史
- 2017年8月31日（現地時間） - ドイツ・ベルリンの家電展示会「IFA 2017」にてLGエレクトロニクスより発表[2]。